# 罗伯托·因格莱塞
羅伯托·因格莱塞（義大利語：Roberto Inglese；1991年11月12日—）是一位意大利足球運動員。在場上的位置是前鋒。現效力於意丙球隊卡塔尼亞。